# Limnaecia pterolopha
Limnaecia pterolopha là một loài bướm đêm thuộc họ Cosmopterigidae. Nó được tìm thấy ở Úc.